# Styloptocuma exstans
Styloptocuma exstans är en kräftdjursart som beskrevs av Jones 1984. Styloptocuma exstans ingår i släktet Styloptocuma och familjen Nannastacidae. Inga underarter finns listade i Catalogue of Life.